# Нижний Шкафт
Нижний Шкафт — село Никольского района Пензенской области. Административный центр Нижнешкафтинского сельсовета.

## География
Находится в северо-восточной части Пензенской области на расстоянии приблизительно 28 км на запад-юго-запад по прямой от районного центра города Никольск.

## История
Село основано в начале XVIII века, принадлежало дворянам Шуваловым и другим помещикам. В 1748 году — село Козьмодемьянское, Нижний Скафт тож, Засурского стана Пензенского уезда князей Голицыных, всего 190 ревизских душ. В середине XVIII века построено два винокуренных завода, в конце XVIII века построен кожевенный завод. В первой половине XIX века работали суконная и красильная фабрики, медеплавильный и поташный заводы. К концу XIX века при селе стекольный завод, конезавод, реальное училище. Имелась картонная фабрика. В XIX веке в селе было два владельца — Шуваловы и Воронцовы. Церкви: каменная Петропавловская (1796) и деревянная Ильинская (1855 год постройки). В середине 19 века открыты образцовое 2-классное мужское училище, женское училище. В 1877 году в селе церковь, школа, больница, постоялый двор, базар по понедельникам, 4 лавки, винокуренный, стекольный, смолокуренный, дегтярный заводы, суконная фабрика. В 1911 году центр Нижне-Шкафтинской волости Городищенского уезда, 407 дворов, школа, больница, базар, почтовое отделение, церковь, 3 водяные мельницы, синильня, 5 кузниц, 5 кирпичных сараев, 4 пекарни, трактир, 31 лавка, имения Балашева и Воронцова-Дашкова. В 1939 году — правление колхоза «13-й Октябрь» («13-й год Октября»). В 1940-50-х годах работали суконная фабрика, винный завод, лесозавод, леспромхоз, совхоз. В 1980-х годах центральная усадьба колхоза «Заря». В 1998 году лесозаготовительный пункт, лесничество, участковая больница, аптека, средняя школа, дом культуры, библиотека, 2 магазина. Частично сохранился комплекс усадьбы Шуваловых. В 2004 году — 330 хозяйств.

## Население
Численность населения: 2590 (1864), 1489 (1877), 3121 (1897), 2140 (1911), 3278 (1926), 3476 (1930), 2376 (1959), 1732 (1970), 1039 (1989), 883 (1996). Население составляло 749 человек (русские 95 %) в 2002 году, 547 — в 2010.

## Известные уроженцы
Нефёдьев Александр Алексеевич (1922—2002) — советский лесовод. Первый заместитель министра лесного хозяйства (1973—1982), главный лесничий Марийской АССР (1953—1982). Заслуженный лесовод РСФСР (1965). Участник Великой Отечественной войны.